# Colleoni (Adelsgeschlecht)

Wappen der Colleoni

Die Colleoni sind ein altes italienisches Adelsgeschlecht, ursprünglich aus Bergamo, das in zahlreichen Zweigen bis heute besteht.

## Geschichte
Als die Mailänder Herzöge aus dem Hause Visconti Bergamo eroberten, mussten die Anhänger der Guelphen, darunter die Colleoni, ins Exil gehen. Paolo Colleoni eroberte 1404 Schloss Trezzo und hielt es, bis er von seinen Verwandten, vermutliche im Auftrag der Visconti, ermordet wurde. Sein Sohn wurde der bekannteste Vertreter der Familie, der Condottiere Bartolomeo Colleoni, Kapitän-General der Republik Venedig. Er sowie seine Tochter Medea († 1470) wurden in der Cappella Colleoni in Bergamo bestattet, einem bedeutenden Bauwerk der Renaissance. Das für ihn in Venedig errichtete Reiterstandbild von Andrea Verrocchio wird zu den bedeutendsten Skulpturen der italienischen Renaissance gezählt.
Ein weiteres Mitglied der Familie war Margherita Colleoni, erste Ehefrau des italienischen Heerführers Gian Giacomo Trivulzio, die in der Cappella Trivulzio in San Nazaro Maggiore in Mailand bestattet wurde.
Nachdem Norditalien ab dem 16. Jahrhundert unter österreichische Herrschaft kam, traten die Colleoni in den Dienst der Habsburger. Als eines von 64 gräflichen Geschlechtern hatte die Familie einen erblichen Sitz im Herrenhaus, dem Oberhaus des österreichischen Reichsrates.
Das Familienwappen zeigt drei Paar Hoden und stellt vermutlich eine Anspielung auf coglione dar, eine italienische Bezeichnung für Hoden.

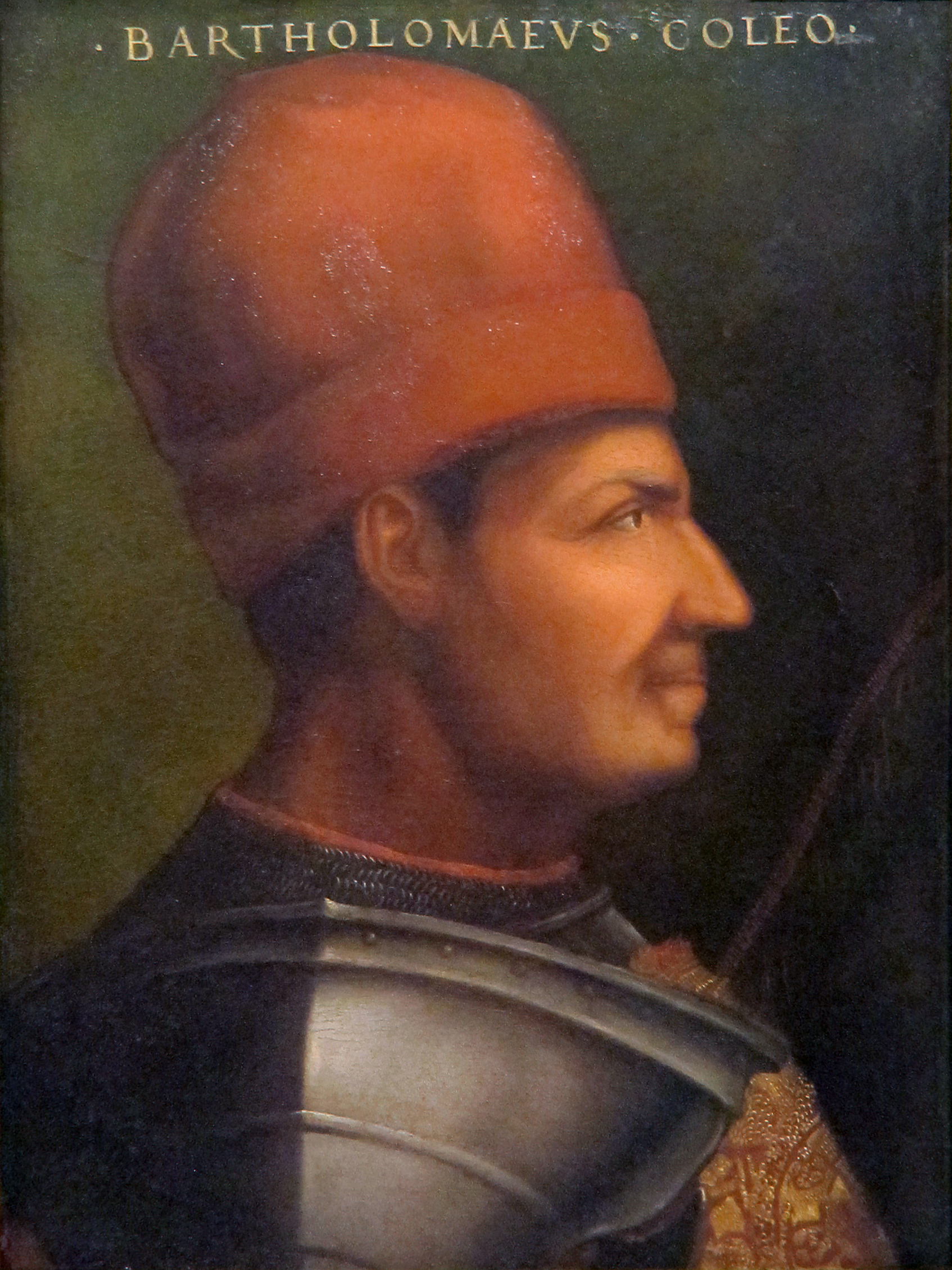
Bartolomeo Colleoni (1400–1475)
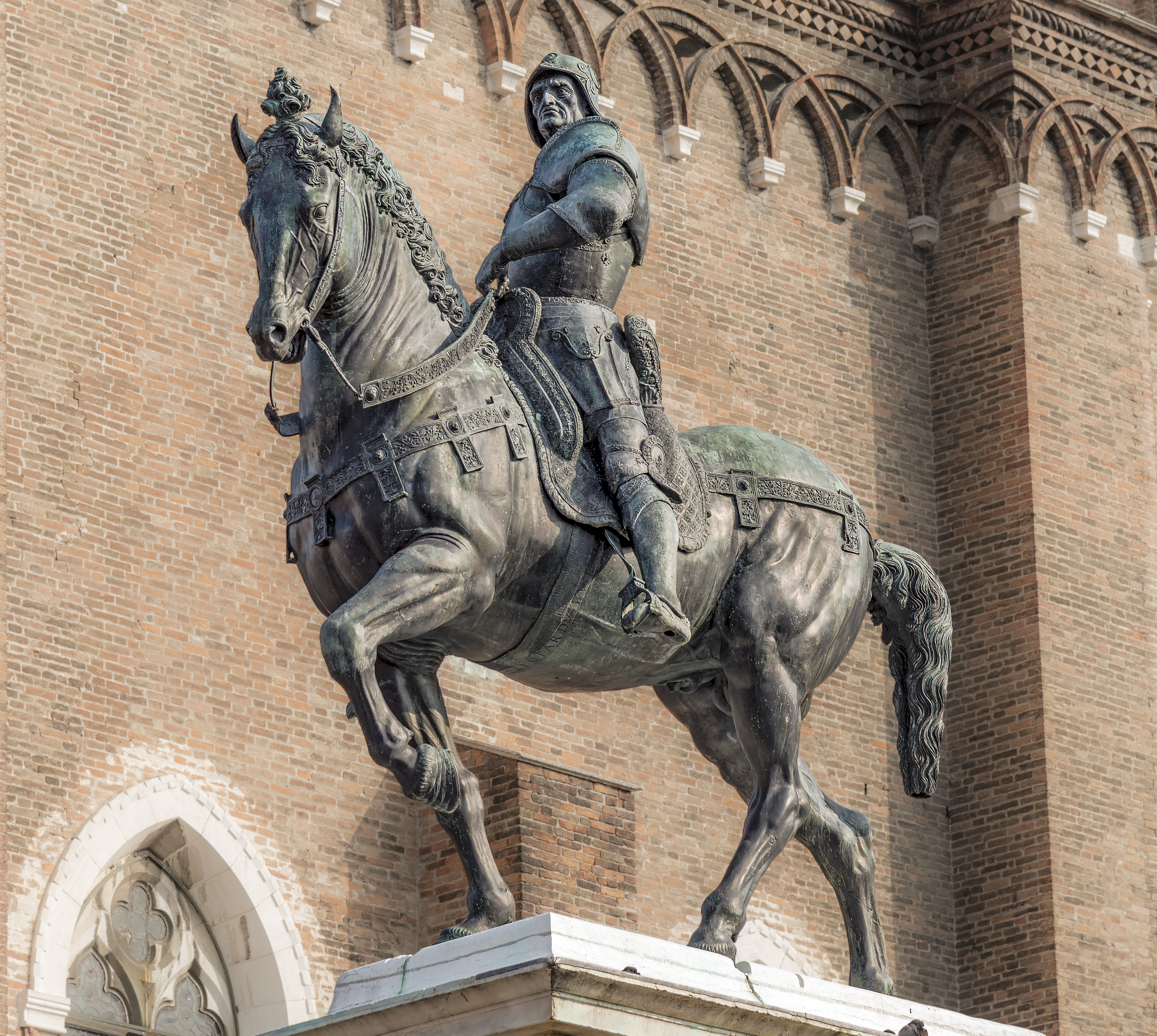
Bartolomeos Reiterstandbild (von Andrea Verrocchio) in Venedig
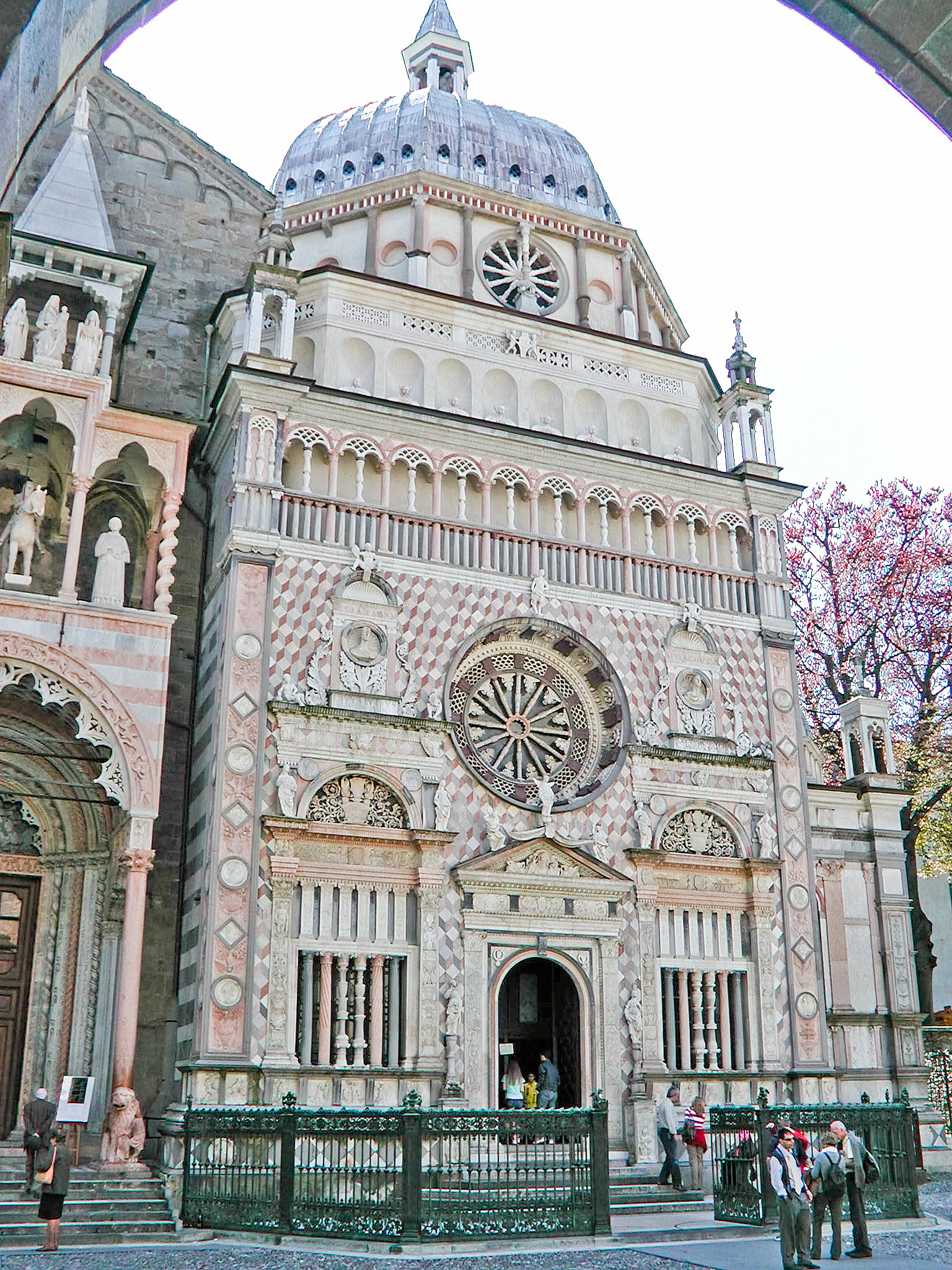
Cappella Colleoni in Bergamo